# ヴェイグリーノーブル
ヴェイグリーノーブル（Vaguely Noble、1965年 - 1989年）とは、アイルランドで生まれ、イギリス、アイルランド、フランスで調教された競走馬である。1968年の凱旋門賞優勝馬。種牡馬としても活躍し、1973年と1974年に2年連続でイギリスのリーディングサイアーとなった。

## 生涯

### 誕生
ヴェイグリーノーブルは1965年5月15日、退役軍人のライオネル・ホリデーがアイルランドで経営するクリーボーイ牧場で誕生した。父のヴィエナはウィンストン・チャーチルが生産し所有した競走馬の中でもっとも優れた競走成績を挙げたといわれ、7勝を挙げたが大レースを勝利することはなかった。母のノーブルラッシーは競走馬として2勝を挙げた馬であった。
ヴェイグリーノーブルが生まれる前年、ホリデーはヴィエナと交配させた繁殖牝馬が奇形の仔馬を産んだことに激怒し二度とヴィエナを所有する繁殖牝馬と交配させないと決意したが、その時すでにノーブルラッシーにヴィエナを種付けする予約を入れてしまっていたためにやむなく交配を実行した。その結果生まれたのがヴェイグリーノーブルである。
ホリデーはヴェイグリーノーブルが誕生した年の12月に死亡し、所有していた競走馬や牧場は息子のブルック・ホリデーに相続された。ヴェイグリーノーブルは臆病な性格と近親に活躍馬が出ていないことが嫌われ、クラシック登録されなかった。

### 競走馬時代
1967年8月26日、ヴェイグリーノーブルはニューキャッスル競馬場でデビューした。デビュー戦と2戦目でともに2着になった後、10月14日にアスコット競馬場で行われたサンドウィッチステークスに出走。レースは激しい雨が降り水びたしの馬場状態で行われたが、2着馬に12馬身の着差をつけて優勝した。続いて10月28日、当時2歳戦で一番賞金の高かったオブザーヴァーゴールドカップに出走した。このレースでのヴェイグリーノーブルに対する評価は8頭立ての5番人気と低かったが、レースではゴールまで200mの地点で進路をふさがれる不利に見舞われながら2着馬に7馬身の着差をつけて優勝した。ヴェイグリーノーブルはこの年のシーズンを4戦2勝で終え、2歳フリーハンデではペティンゴに次ぐ2番目に高評価を得た。
年末にヴェイグリーノーブルはニューマーケットで行われたセリ市に上場された。ライオネル・ホリデーの遺言執行人が、ヴェイグリーノーブルを売却して相続税の支払いに充てるべきだと主張したためである。その結果、ヴェイグリーノーブルは13万6000ギニーでアメリカの形成外科医ロバート・フランクリンに落札された（名義上の馬主は夫人のウィルマ・フランクリン）。ヴェイグリーノーブルのセリでフランクリンと最後まで競り合ったのはアメリカの富豪N・B・ハントであったが、ハントがフランクリンに交渉を持ちかけ、2人でヴェイグリーノーブルを共有することになった。
ハントの主張により、クラシック登録のないヴェイグリーノーブルの目標は凱旋門賞に据えられ、そのためにフランスのエティエンヌ・ポレ厩舎へ移籍することになった。1968年、移籍初戦のギシュ賞と2戦目のリス賞を連勝したヴェイグリーノーブルは7月にサンクルー大賞に出走したが3着に敗れた。この結果に激怒したハントは騎手を移籍後騎乗していたフランス人から前年に主戦騎手を務めていたW・J・ウイリアムスンに交替させた。
サンクルー大賞出走後休養をとったヴェイグリーノーブルは9月に入りシャンティ賞に出走。同世代でプール・デッセ・デ・プーランとイスパーン賞の優勝馬ゼダーンらを降して優勝し、凱旋門賞に臨んだ。この年の凱旋門賞は2000ギニーと英ダービーを制しイギリスの二冠馬となったサーアイヴァー、アイリッシュダービーとセントレジャーの優勝馬リベロ、ドイツ三冠馬ルチアノなど強豪馬が揃っていたが、ヴェイグリーノーブルは1番人気に支持された。4番手からレースを進めたヴェイグリーノーブルは直線で先頭に立ち、2着サーアイヴァーに3馬身の着差をつけて勝利した。
凱旋門賞優勝後、ヴェイグリーの元にワシントンDCインターナショナルから招待状が届いたが、陣営は未経験の左回りでコーナーの角度がきついアメリカの競馬場には不向きであると判断して出走を見合わせた。競馬界にはもう1年競走生活を続けさせ、凱旋門賞連覇やキングジョージ6世&クイーンエリザベスステークス優勝を目指すべきだという意見もあったが陣営は凱旋門賞を最後に競走馬を引退させ、種牡馬としてアメリカで繋養することにした。

### 種牡馬時代
種牡馬となったヴェイグリーノーブルには総額500万ドル（1株12万5000ドル×40株）のシンジケートが組まれ、ケンタッキー州のゲインズウェイ・ファームで繋養された。主だった産駒の多くはアメリカではなくヨーロッパで活躍し、イギリスでは初年度産駒がデビューした翌年の1973年と翌々年の1974年に2年連続でリーディングサイアーを獲得するなどリーディングサイアー10位以内に4回、フランスではリーディングサイアー10位以内6回ランクインした。アメリカではリーディングサイアー10位以内に3回ランクインした。日本へは産駒のゲイメセン、ミシシッピアン、エンペリーなどが種牡馬として輸入されている。
ヴェイグリーノーブルは1989年4月19日、種付けを終えてから間もなくして心臓麻痺を起こし、24歳で死亡した。遺体はゲインズウェイ・ファームの敷地内に埋葬された。

## 競走成績
| 出走日        | 競馬場         | 競走名                  | 着順 | 距離    | 着差    | 騎手             | 1着（2着）馬     |
| ------------- | -------------- | ----------------------- | ---- | ------- | ------- | ---------------- | ---------------- |
| 1967年8月26日 | ニューカッスル | 未勝利                  | 2着  | 芝6f    | クビ    | D.スミス         | Sweet Thanks     |
| 9月15日       | ドンカスター   | 未勝利                  | 2着  | 芝7f    | 3/4身   | W.ウィリアムソン | Saraceno         |
| 10月14日      | アスコット     | サンドウィッチS         | 1着  | 芝7f    | 12馬身  | W.ウィリアムソン | （The Moorings） |
| 10月28日      | ドンカスター   | オブザーヴァーゴールドC | 1着  | 芝8f    | 7馬身   | W.ウィリアムソン | （Doon）         |
| 1968年4月21日 | ロンシャン     | ギシュ賞                | 1着  | 芝1850m | 3馬身   | J.デフォルジュ   | （Semillant）    |
| 6月9日        | シャンティ     | リス賞                  | 1着  | 芝2400m | 8馬身   | J.デフォルジュ   | （Nightshade）   |
| 7月7日        | サンクルー     | サンクルー大賞          | 3着  | 芝2500m | 2 1/4身 | J.デフォルジュ   | Hopeful Venture  |
| 9月8日        | シャンティ     | シャンティ賞            | 1着  | 芝2200m | 4馬身   | W.ウィリアムソン | （Felicio）      |
| 10月6日       | ロンシャン     | 凱旋門賞                | 1着  | 芝2400m | 3馬身   | W.ウィリアムソン | （Sir Ivor）     |

## 主な産駒
- エンペリー（英ダービー、本邦輸入種牡馬）
- ダリア（キングジョージ6世&クイーンエリザベスステークス2回）
- ジェットスキーレディ（英オークス）
- エクセラー（パリ大賞典、ロワイヤルオーク賞、サンクルー大賞、ハリウッドゴールドカップ、ジョッキークラブゴールドカップ、カナディアンインターナショナルステークス)
- ゲイメセン（サンクルー大賞、本邦輸入種牡馬）
- ミシシッピアン（グランクリテリウム、本邦輸入種牡馬）
- ノーブルビジュー（ニュージーランドリーディングサイアー4回）

## 血統表
| ヴェイグリーノーブルの血統     | ヴェイグリーノーブルの血統                                         | ヴェイグリーノーブルの血統                                         | （血統表の出典）                                                   | （血統表の出典） |
| 父系                           | オリオール系                                                       | オリオール系                                                       | オリオール系                                                       | [ § 2 ]          |
| 父 * ヴィエナ Vienna 1957 鹿毛 | 父の父Aureole 1950 栗毛                                            | Hyperion                                                           | Gainsborough                                                       | Gainsborough     |
| 父 * ヴィエナ Vienna 1957 鹿毛 | 父の父Aureole 1950 栗毛                                            | Hyperion                                                           | Selene                                                             |                  |
| 父 * ヴィエナ Vienna 1957 鹿毛 | 父の父Aureole 1950 栗毛                                            | Angelola                                                           | Donatello                                                          | Donatello        |
| 父 * ヴィエナ Vienna 1957 鹿毛 | 父の父Aureole 1950 栗毛                                            | Angelola                                                           | Feola                                                              |                  |
| 父 * ヴィエナ Vienna 1957 鹿毛 | 父の母Turkish Blood 1944 鹿毛                                      | Turkhan                                                            | Bahram                                                             | Bahram           |
| 父 * ヴィエナ Vienna 1957 鹿毛 | 父の母Turkish Blood 1944 鹿毛                                      | Turkhan                                                            | Theresina                                                          |                  |
| 父 * ヴィエナ Vienna 1957 鹿毛 | 父の母Turkish Blood 1944 鹿毛                                      | Rusk                                                               | Manna                                                              | Manna            |
| 父 * ヴィエナ Vienna 1957 鹿毛 | 父の母Turkish Blood 1944 鹿毛                                      | Rusk                                                               | Baby Polly                                                         |                  |
| 母 Noble Lassie 1956 鹿毛      | 母の父Nearco 1935 黒鹿毛                                           | Pharos                                                             | Phalaris                                                           | Phalaris         |
| 母 Noble Lassie 1956 鹿毛      | 母の父Nearco 1935 黒鹿毛                                           | Pharos                                                             | Scapa Flow                                                         |                  |
| 母 Noble Lassie 1956 鹿毛      | 母の父Nearco 1935 黒鹿毛                                           | Nogara                                                             | Havresac                                                           | Havresac         |
| 母 Noble Lassie 1956 鹿毛      | 母の父Nearco 1935 黒鹿毛                                           | Nogara                                                             | Catnip                                                             |                  |
| 母 Noble Lassie 1956 鹿毛      | 母の母Belle Sauvage 1949 栗毛                                      | Big Game                                                           | Bahram                                                             | Bahram           |
| 母 Noble Lassie 1956 鹿毛      | 母の母Belle Sauvage 1949 栗毛                                      | Big Game                                                           | Myrobella                                                          |                  |
| 母 Noble Lassie 1956 鹿毛      | 母の母Belle Sauvage 1949 栗毛                                      | Tropical Sun                                                       | Hyperion                                                           | Hyperion         |
| 母 Noble Lassie 1956 鹿毛      | 母の母Belle Sauvage 1949 栗毛                                      | Tropical Sun                                                       | Brulette                                                           |                  |
| 母系(F-No.)                    | (FN:1-d)                                                           | (FN:1-d)                                                           | (FN:1-d)                                                           | [ § 3 ]          |
| 5代内の近親交配                | Hyperion 3×4、Bahram 4×4、Phalaris 5×4、Chaucer 5×5、Spearmint 5×5 | Hyperion 3×4、Bahram 4×4、Phalaris 5×4、Chaucer 5×5、Spearmint 5×5 | Hyperion 3×4、Bahram 4×4、Phalaris 5×4、Chaucer 5×5、Spearmint 5×5 | [ § 4 ]          |
| 出典                           | 1. 2. 3. 4.                                                        | 1. 2. 3. 4.                                                        | 1. 2. 3. 4.                                                        | 1. 2. 3. 4.      |

- 4代母Bruletteは1931年英オークス馬
- 3代母Tropical Sunは1943年英オークス3着
- 4代母Bruletteの子孫に凱旋門賞馬All Along